# Gerardo Martino
Gerardo Daniel Martino (Rosario, 20 november 1962) is een Argentijns voetbaltrainer en voormalig voetballer.
Martino was een middenvelder die in de jaren '80 en '90 in totaal meer dan 500 keer in actie kwam voor Newell's Old Boys. Hij speelde een interland voor Argentinië. Na zijn spelerscarrière ging hij aan de slag als trainer. Zo werd hij onder meer vier keer kampioen van Paraguay. Van 2006 tot 2011 trainde hij de nationale ploeg van Paraguay en van 2014 tot en met 2016 die van Argentinië. Martino werd in 2007 verkozen tot Zuid-Amerikaans Trainer van het Jaar. 
Op 19 november 2024 na een eerder teleurstellende uitschakeling door Atlanta United in de play-offs van de 1e ronde MLS werd bekend dat Martino niet door gaat als trainer van Inter Miami.

## Spelerscarrière
Gerardo Martino sloot zich op 10-jarige leeftijd aan bij de jeugd van Newell's Old Boys. Op 15 juni 1980 maakte hij zijn officieel debuut voor de club uit zijn geboortestad. De 17-jarige middenvelder mocht toen meespelen in een wedstrijd tegen Platense.
In geen tijd groeide Martino uit tot een clubicoon. De creatieve middenvelder werd de leider van het team en miste bijna geen enkele wedstrijd met Newell's Old Boys. Met in totaal 505 wedstrijden (en 35 doelpunten) is er geen enkele speler uit de geschiedenis van de club die meer wedstrijden speelde. Bovendien is hij met vier titels ook de meest succesvolle speler ooit van Newell's Old Boys, een eer die hij deelt met oud-ploeggenoten Norberto Scoponi, Miguel Ángel Fullana en Juan Manuel Llop.
In 1987/88 werd Martino voor het eerst kampioen met Newell's Old Boys. Tijdens dat seizoen kwamen er slechts zestien verschillende spelers in actie voor de club. Daarnaast was ook elke speler afkomstig uit de eigen jeugdopleiding.
In 1988 bereikte Newell's Old Boys ook voor het eerst de finale van de CONMEBOL Libertadores. In de finale verloor het over twee wedstrijden van het Uruguayaanse Club Nacional.
Begin jaren '90 nam trainer Marcelo Bielsa het roer over. Het team presteerde in die dagen sterk en zou niet veel later de Clausura, het afsluitende toernooi van de Argentijnse competitie, winnen. Martino zelf ruilde Newell's Old Boys begin 1991 in voor het Spaanse Tenerife. De Argentijnse spelverdeler kreeg er het rugnummer 10 en kwam vijftien keer in actie in de Primera División.
Na enkele maanden keerde Martino terug naar Newell's Old Boys, met wie hij vervolgens de Clausura won. In die periode maakte hij ook zijn debuut voor de Argentijnse nationale ploeg. In 1992 bereikte het team voor de tweede keer de finale van de CONMEBOL Libertadores. Ditmaal verloor Newell's Old Boys van het Braziliaanse São Paulo. In 1993 werd Martino een ploegmaat van sterspeler Diego Maradona, die na een afwezigheid van meer dan tien jaar naar zijn geboorteland was teruggekeerd om zijn carrière af te bouwen.
In 1994 botste Martino met de clubleiding en stapte hij voor een jaar over naar Lanús. Midden 1995 keerde de middenvelder terug naar de club van zijn hart, maar ook deze keer doken er problemen op met voorzitter Eduardo López.
In 1996 nam de 34-jarige Martino opnieuw afscheid van Newell's Old Boys en ging hij nog even aan de slag bij het Ecuadoraanse Barcelona SC en het Chileense O'Higgins.

### Nationale ploeg
Op 19 februari 1991 maakte hij onder bondscoach Alfio Basile zijn debuut voor het Argentijns voetbalelftal. Martino mocht toen in een oefenduel tegen Hongarije na de rust invallen voor Antonio Mohamed. Argentinië won het treffen in Rosario met 2–0. Het was tevens de eerste interland van bondscoach Basile.

## Trainerscarrière

### Beginjaren
In 1998 ging Martino's loopbaan als trainer van start. Hij trainde toen Brown de Arrecifes, dat in de Argentijnse tweede divisie uitkwam. In zijn technische staf nam hij met Jorge Pautasso en Jorge Theiler twee oud-ploeggenoten van Newell's Old Boys op. In de volgende jaren trainde Martino de bescheiden clubs Platense en Instituto.

### Eerste successen
In 2002 verkaste de inmiddels 40-jarige Martino voor het eerst naar Paraguay. Hij werd er trainer van Libertad, dat al meer dan 25 jaar op zoek was naar een nieuwe landstitel. Onder leiding van Martino won Libertad twee keer de Apertura, het openingstoernooi van de competitie, en een keer de Clausura. In zowel 2002 als 2003 werd de club landskampioen.
Na de opmerkelijke prestaties van Libertad werd Martino door Cerro Porteño overgenomen. Met die club veroverde hij in 2004 zowel de Apertura als Clausura, waardoor Martino zich zo opnieuw tot landskampioen kroonde.
In 2005 keerde Martino terug naar zijn geboorteland om meer tijd met zijn gezin te kunnen doorbrengen. Hij werd er trainer van Colón, maar zag hoe het Argentijnse team onder zijn leiding slecht presteerde. Na 21 wedstrijden keerde de trainer terug naar Libertad. In Paraguay kende Martino meer succes: Libertad won na zijn terugkeer opnieuw de Apertura en landstitel.

### Bondscoach Paraguay
Als coach had Martino de Paraguayaanse competitie vijf jaar gedomineerd. Hij was dan ook een logische keuze om bondscoach Aníbal Ruiz op te volgen. Andere kandidaten waren Nery Pumpido en Miguel Ángel Russo. In het najaar van 2006 werd zijn aanstelling bekendgemaakt, maar door een probleem met de Paraguayaanse voetbalbond werd hij pas in 2007 officieel tot bondscoach benoemd. Hij volgde interim-bondscoach Raúl Vicente Amarilla op.
In 2007 loodste Martino het land naar de kwartfinale van de Copa América. Paraguay, dat voor het toernooi over spelers als Roque Santa Cruz, Salvador Cabañas en Óscar Cardozo beschikte, overleefde de groepsfase in de poule van Argentinië, de Verenigde Staten en Colombia. In de kwartfinale verloor Paraguay vervolgens met 6–0 van Mexico. Dat jaar werd Martino ook verkozen tot Zuid-Amerikaans trainer van het jaar, waardoor hij in de voetsporen trad van oud-laureaten als Carlos Bianchi, Carlos Bilardo en Luiz Felipe Scolari.
In september 2009 plaatste Paraguay zich voor het WK 2010 in Zuid-Afrika. Op het toernooi werd het team van Martino in de groep van Italië, Slowakije en Nieuw-Zeeland ondergebracht. Paraguay begon aan het toernooi met een uitstekend gelijkspel (1–1) tegen groepsfavoriet Italië. Nadien wonnen de spelers van Martino met 2–0 van Slowakije, waardoor ze aan de leiding kwamen. Op de laatste speeldag kwam Paraguay niet verder dan een doelpuntloos gelijkspel tegen Nieuw-Zeeland, hetgeen voldoende was om groepswinnaar te worden. In de achtste finale nam Paraguay het op tegen Japan. Beide teams kwamen in 120 minuten niet aan scoren toe, waarna strafschoppen de beslissing moesten brengen. Daarin toonde Paraguay zich het meest trefzeker (5–3). Het was de eerste keer in de geschiedenis van het land dat de kwartfinale bereikt werd. In die kwartfinale namen de Zuid-Amerikanen het op tegen Europees kampioen Spanje. Paraguay verloor met 1–0 door een late treffer van David Villa.
Na het WK gaf Martino aan dat hij zou opstappen als bondscoach, maar na een korte vakantie in zijn geboortestad Rosario besloot de Argentijn om zijn contract met vier jaar te verlengen.
In 2011 nam Martino met Paraguay opnieuw deel aan de Copa América. Voor het eerst sinds 1979 bereikte het land opnieuw de finale. Het team van Martino begon echter niet goed aan het toernooi. Het werd in de eerste ronde na drie gelijke spelen derde in de groep van Brazilië, Ecuador en Venezuela, hetgeen net voldoende was om door te stoten. In de kwartfinale nam het team van Martino het opnieuw op tegen Brazilië, dat de groepsfase als winnaar had afgesloten. Net als in de groepsfase eindigde ook de kwartfinale op een gelijkspel (0–0). In de daaropvolgende strafschoppenreeks wist Brazilië niet te scoren. Paraguay won de penaltyreeks met 2–0. In de halve finale speelde zich hetzelfde scenario af. Paraguay nam het opnieuw op tegen Venezuela en speelde voor de vijfde keer op rij gelijk (0–0). In de penaltyreeks was Paraguay opnieuw de sterkste (5–3). In de finale verloor Paraguay met 3–0 van Uruguay na doelpunten van Diego Forlán (twee keer) en Luis Suárez. Na het opmerkelijke toernooi besloot Martino een punt te zetten achter zijn succesvolle periode als bondscoach.
| Interlands Paraguay onder leiding van Gerardo Martino | Interlands Paraguay onder leiding van Gerardo Martino | Interlands Paraguay onder leiding van Gerardo Martino | Interlands Paraguay onder leiding van Gerardo Martino | Interlands Paraguay onder leiding van Gerardo Martino |
| №                                                     | Datum                                                 | Wedstrijd                                             | Uitslag                                               | Competitie                                            |
| ----------------------------------------------------- | ----------------------------------------------------- | ----------------------------------------------------- | ----------------------------------------------------- | ----------------------------------------------------- |
| 1                                                     | 25 Mar 2007                                           | Mexico – Paraguay                                     | 2–1                                                   | Vriendschappelijk                                     |
| 2                                                     | 28 Mar 2007                                           | Colombia – Paraguay                                   | 2–0                                                   | Vriendschappelijk                                     |
| 3                                                     | 02 Jun 2007                                           | Oostenrijk – Paraguay                                 | 0–0                                                   | Vriendschappelijk                                     |
| 4                                                     | 06 Jun 2007                                           | Mexico – Paraguay                                     | 0–1                                                   | Vriendschappelijk                                     |
| 5                                                     | 20 Jun 2007                                           | Bolivia – Paraguay                                    | 0–0                                                   | Vriendschappelijk                                     |
| 6                                                     | 28 Jun 2007                                           | Paraguay – Colombia                                   | 5–0                                                   | Copa América                                          |
| 7                                                     | 02 Jul 2007                                           | Verenigde Staten – Paraguay                           | 1–3                                                   | Copa América                                          |
| 8                                                     | 05 Jul 2007                                           | Argentinië – Paraguay                                 | 1–0                                                   | Copa América                                          |
| 9                                                     | 08 Jul 2007                                           | Mexico – Paraguay                                     | 6–0                                                   | Copa América                                          |
| 10                                                    | 22 Aug 2007                                           | Paraguay – Venezuela                                  | 1–1                                                   | Vriendschappelijk                                     |
| 11                                                    | 08 Sep 2007                                           | Venezuela – Paraguay                                  | 3–2                                                   | Vriendschappelijk                                     |
| 12                                                    | 12 Sep 2007                                           | Colombia – Paraguay                                   | 1–0                                                   | Vriendschappelijk                                     |
| 13                                                    | 13 Oct 2007                                           | Peru – Paraguay                                       | 0–0                                                   | WK-kwalificatie                                       |
| 14                                                    | 17 Oct 2007                                           | Paraguay – Uruguay                                    | 1–0                                                   | WK-kwalificatie                                       |
| 15                                                    | 17 Nov 2007                                           | Paraguay – Ecuador                                    | 5–1                                                   | WK-kwalificatie                                       |
| 16                                                    | 21 Nov 2007                                           | Chili – Paraguay                                      | 0–3                                                   | WK-kwalificatie                                       |
| 17                                                    | 06 Feb 2008                                           | Honduras – Paraguay                                   | 2–0                                                   | Vriendschappelijk                                     |
| 18                                                    | 26 Mar 2008                                           | Zuid-Afrika – Paraguay                                | 3–0                                                   | Vriendschappelijk                                     |
| 19                                                    | 22 May 2008                                           | Ivoorkust – Paraguay                                  | 1–1                                                   | Vriendschappelijk                                     |
| 20                                                    | 27 May 2008                                           | Japan – Paraguay                                      | 0–0                                                   | Vriendschappelijk                                     |
| 21                                                    | 31 May 2008                                           | Frankrijk – Paraguay                                  | 0–0                                                   | Vriendschappelijk                                     |
| 22                                                    | 15 Jun 2008                                           | Paraguay – Brazilië                                   | 2–0                                                   | WK-kwalificatie                                       |
| 23                                                    | 18 Jun 2008                                           | Bolivia – Paraguay                                    | 4–2                                                   | WK-kwalificatie                                       |
| 24                                                    | 09 Sep 2008                                           | Paraguay – Venezuela                                  | 1–0                                                   | WK-kwalificatie                                       |
| 25                                                    | 11 Oct 2008                                           | Colombia – Paraguay                                   | 0–1                                                   | WK-kwalificatie                                       |
| 26                                                    | 15 Oct 2008                                           | Paraguay – Peru                                       | 1–0                                                   | WK-kwalificatie                                       |
| 27                                                    | 20 Aug 2008                                           | Saoedi-Arabië – Paraguay                              | 1–1                                                   | Vriendschappelijk                                     |
| 28                                                    | 06 Sep 2008                                           | Argentinië – Paraguay                                 | 1–1                                                   | WK-kwalificatie                                       |
| 29                                                    | 19 Nov 2008                                           | Oman – Paraguay                                       | 0–1                                                   | Vriendschappelijk                                     |
| 30                                                    | 11 Feb 2009                                           | Peru – Paraguay                                       | 0–1                                                   | Vriendschappelijk                                     |
| 31                                                    | 28 Mar 2009                                           | Uruguay – Paraguay                                    | 2–0                                                   | WK-kwalificatie                                       |
| 32                                                    | 01 Apr 2009                                           | Ecuador – Paraguay                                    | 1–1                                                   | WK-kwalificatie                                       |
| 33                                                    | 06 Jun 2009                                           | Paraguay – Chili                                      | 0–2                                                   | WK-kwalificatie                                       |
| 34                                                    | 10 Jun 2009                                           | Brazilië – Paraguay                                   | 2–1                                                   | WK-kwalificatie                                       |
| 35                                                    | 12 Aug 2009                                           | Zuid-Korea – Paraguay                                 | 1–0                                                   | Vriendschappelijk                                     |
| 36                                                    | 05 Sep 2009                                           | Paraguay – Bolivia                                    | 1–0                                                   | WK-kwalificatie                                       |
| 37                                                    | 09 Sep 2009                                           | Paraguay – Argentinië                                 | 1–0                                                   | WK-kwalificatie                                       |
| 38                                                    | 10 Oct 2009                                           | Venezuela – Paraguay                                  | 1–2                                                   | WK-kwalificatie                                       |
| 39                                                    | 14 Oct 2009                                           | Paraguay – Colombia                                   | 0–2                                                   | WK-kwalificatie                                       |
| 40                                                    | 05 Nov 2009                                           | Chili – Paraguay                                      | 2–1                                                   | Vriendschappelijk                                     |
| 41                                                    | 13 Nov 2009                                           | Paraguay – Qatar                                      | 0–2                                                   | Vriendschappelijk                                     |
| 42                                                    | 18 Nov 2009                                           | Nederland – Paraguay                                  | 0–0                                                   | Vriendschappelijk                                     |
| 43                                                    | 31 Mar 2010                                           | Paraguay – Zuid-Afrika                                | 1–1                                                   | Vriendschappelijk                                     |
| 44                                                    | 15 May 2010                                           | Noord-Korea – Paraguay                                | 0–1                                                   | Vriendschappelijk                                     |
| 45                                                    | 25 May 2010                                           | Ierland – Paraguay                                    | 2–1                                                   | Vriendschappelijk                                     |
| 46                                                    | 30 May 2010                                           | Paraguay – Ivoorkust                                  | 2–2                                                   | Vriendschappelijk                                     |
| 47                                                    | 02 Jun 2010                                           | Griekenland – Paraguay                                | 0–2                                                   | Vriendschappelijk                                     |
| 48                                                    | 14 Jun 2010                                           | Italië – Paraguay                                     | 1–1                                                   | WK-eindronde                                          |
| 49                                                    | 20 Jun 2010                                           | Slowakije – Paraguay                                  | 0–2                                                   | WK-eindronde                                          |
| 50                                                    | 24 Jun 2010                                           | Paraguay – Nieuw-Zeeland                              | 0–0                                                   | WK-eindronde                                          |
| 51                                                    | 29 Jun 2010                                           | Paraguay – Japan                                      | 0–0                                                   | WK-eindronde                                          |
| 52                                                    | 03 Jul 2010                                           | Paraguay – Spanje                                     | 0–1                                                   | WK-eindronde                                          |
| 53                                                    | 11 Aug 2010                                           | Paraguay – Costa Rica                                 | 2–0                                                   | Vriendschappelijk                                     |
| 54                                                    | 04 Sep 2010                                           | Japan – Paraguay                                      | 1–0                                                   | Vriendschappelijk                                     |
| 55                                                    | 07 Sep 2010                                           | China – Paraguay                                      | 1–1                                                   | Vriendschappelijk                                     |
| 56                                                    | 09 Oct 2010                                           | Australië – Paraguay                                  | 1–0                                                   | Vriendschappelijk                                     |
| 57                                                    | 12 Oct 2010                                           | Nieuw-Zeeland – Paraguay                              | 0–2                                                   | Vriendschappelijk                                     |
| 58                                                    | 17 Nov 2010                                           | Hongkong – Paraguay                                   | 0–7                                                   | Vriendschappelijk                                     |
| 59                                                    | 26 Mar 2011                                           | Mexico – Paraguay                                     | 3–1                                                   | Vriendschappelijk                                     |
| 60                                                    | 29 Mar 2011                                           | Verenigde Staten – Paraguay                           | 0–1                                                   | Vriendschappelijk                                     |
| 61                                                    | 25 May 2011                                           | Argentinië – Paraguay                                 | 4–2                                                   | Vriendschappelijk                                     |
| 62                                                    | 04 Jun 2011                                           | Bolivia – Paraguay                                    | 0–2                                                   | Vriendschappelijk                                     |
| 63                                                    | 07 Jun 2011                                           | Paraguay – Bolivia                                    | 0–0                                                   | Vriendschappelijk                                     |
| 64                                                    | 11 Jun 2011                                           | Paraguay – Roemenië                                   | 2–0                                                   | Vriendschappelijk                                     |
| 65                                                    | 23 Jun 2011                                           | Paraguay – Chili                                      | 0–0                                                   | Vriendschappelijk                                     |
| 66                                                    | 03 Jul 2011                                           | Paraguay – Ecuador                                    | 0–0                                                   | Copa América                                          |
| 67                                                    | 09 Jul 2011                                           | Brazilië – Paraguay                                   | 2–2                                                   | Copa América                                          |
| 68                                                    | 13 Jul 2011                                           | Paraguay – Venezuela                                  | 3–3                                                   | Copa América                                          |
| 69                                                    | 17 Jul 2011                                           | Brazilië – Paraguay                                   | 0–0                                                   | Copa América                                          |
| 70                                                    | 20 Jul 2011                                           | Paraguay – Venezuela                                  | 0–0                                                   | Copa América                                          |
| 71                                                    | 24 Jul 2011                                           | Uruguay – Paraguay                                    | 3–0                                                   | Copa América                                          |

### Newell's Old Boys
Toen Hernán Darío Gómez in 2011 opstapte als coach van Colombia kreeg Martino de kans om hem op te volgen. Maar de Argentijn opteerde voor zijn oude liefde Newell's Old Boys. Martino werd in 2011 coach van de club, waar hij als speler meer dan tien jaar een publiekslieveling was geweest. Onder zijn leiding won de club in 2013 het Torneo Final, het tweede toernooi van de Argentijnse competitie. In de Superfinal, een wedstrijd tussen de winnaar van Torneo Inicial en Torneo Final, verloor Newell's Old Boys vervolgens met 1-0 van Vélez Sársfield.
In 2013 bereikte de Argentijnse club ook de halve finale van de Copa Libertadores. In de heenwedstrijd tegen het Braziliaanse Atlético Mineiro won Newell's Old Boys met 2-0, maar in de terugwedstrijd ging het elftal van Martino met dezelfde score onderuit. In de strafschoppenreeks won Atlético Mineiro met 3-2. Gewezen wereldvoetballer van het jaar Ronaldinho trapte de beslissende strafschop binnen.

### FC Barcelona
In juli 2013 werd Martino benoemd tot coach van FC Barcelona. Hij volgde de Spanjaard Tito Vilanova op, die even voordien was opgestapt nadat er bij hem opnieuw keelkanker was vastgesteld. Martino werd de eerste Argentijnse coach van de Catalanen sinds César Luis Menotti, die de club van 1983 tot 1984 leidde. In het jaar onder Martino won Barcelona voor het eerst sinds het seizoen 2007/2008 geen grote prijs. De club werd in de kwartfinale van de Champions League uitgeschakeld door Atlético Madrid en verloor de finale van de Copa del Rey van Real Madrid. Op de laatste speeldag van het seizoen kon Barcelona nog landskampioen worden door te winnen van Atlético Madrid, maar dat pakte dankzij een 1-1 gelijkspel zelf de titel. Na het mislopen van het kampioenschap, diende Martino diezelfde avond zijn ontslag in.

### Bondscoach Argentinië
Na de WK-finale van 2014, waarin Argentinië na verlengingen verloor van Duitsland, nam bondscoach Alejandro Sabella afscheid van de nationale ploeg. In augustus 2014 werd Martino aangesteld als nieuwe bondscoach van Argentinië. Onder zijn leiding bereikte Argentinië in juli 2015 de finale van de Copa América. In de finale verloor zijn elftal na strafschoppen van gastland Chili. Na afloop kwam er veel kritiek op het spelniveau van Martino's sterspeler en aanvoerder Lionel Messi. Martino bereikte een jaar later ook de finale van de Copa América Centenario met Argentinië. Hier verloor zijn ploeg in de finale opnieuw na strafschoppen van titelverdediger Chili. Martino stapte in juli 2016 op bij de Argentijnse bond. Hij had de nationale ploeg in totaal 29 duels onder zijn hoede.
| Interlands Argentinië onder leiding van Gerardo Martino | Interlands Argentinië onder leiding van Gerardo Martino | Interlands Argentinië onder leiding van Gerardo Martino | Interlands Argentinië onder leiding van Gerardo Martino | Interlands Argentinië onder leiding van Gerardo Martino |
| №                                                       | Datum                                                   | Wedstrijd                                               | Uitslag                                                 | Competitie                                              |
| ------------------------------------------------------- | ------------------------------------------------------- | ------------------------------------------------------- | ------------------------------------------------------- | ------------------------------------------------------- |
| 1                                                       | 03 Sep 2014                                             | Duitsland – Argentinië                                  | 2–4                                                     | Vriendschappelijk                                       |
| 2                                                       | 11 Oct 2014                                             | Brazilië – Argentinië                                   | 2–0                                                     | Vriendschappelijk                                       |
| 3                                                       | 14 Oct 2014                                             | Hongkong – Argentinië                                   | 0–7                                                     | Vriendschappelijk                                       |
| 4                                                       | 12 Nov 2014                                             | Argentinië – Kroatië                                    | 2–1                                                     | Vriendschappelijk                                       |
| 5                                                       | 18 Nov 2014                                             | Portugal – Argentinië                                   | 1–0                                                     | Vriendschappelijk                                       |
| 6                                                       | 28 Mar 2015                                             | El Salvador – Argentinië                                | 0–2                                                     | Vriendschappelijk                                       |
| 7                                                       | 31 Mar 2015                                             | Argentinië – Ecuador                                    | 2–1                                                     | Vriendschappelijk                                       |
| 8                                                       | 06 Jun 2015                                             | Argentinië – Bolivia                                    | 5–0                                                     | Vriendschappelijk                                       |
| 9                                                       | 13 Jun 2015                                             | Argentinië – Paraguay                                   | 2–2                                                     | Copa América                                            |
| 10                                                      | 16 Jun 2015                                             | Argentinië – Uruguay                                    | 1–0                                                     | Copa América                                            |
| 11                                                      | 20 Jun 2015                                             | Argentinië – Jamaica                                    | 1–0                                                     | Copa América                                            |
| 12                                                      | 26 Jun 2015                                             | Argentinië – Colombia                                   | 0–0                                                     | Copa América                                            |
| 13                                                      | 30 Jun 2015                                             | Argentinië – Paraguay                                   | 6–1                                                     | Copa América                                            |
| 14                                                      | 04 Jul 2015                                             | Chili – Argentinië                                      | 0–0                                                     | Copa América                                            |
| 15                                                      | 04 Sep 2015                                             | Argentinië – Bolivia                                    | 7–0                                                     | Vriendschappelijk                                       |
| 16                                                      | 08 Sep 2015                                             | Argentinië – Mexico                                     | 2–2                                                     | Vriendschappelijk                                       |
| 17                                                      | 08 Oct 2015                                             | Argentinië – Ecuador                                    | 0–2                                                     | WK-kwalificatie                                         |
| 18                                                      | 13 Oct 2015                                             | Paraguay – Argentinië                                   | 0–0                                                     | WK-kwalificatie                                         |
| 19                                                      | 13 Nov 2015                                             | Argentinië – Brazilië                                   | 1–1                                                     | WK-kwalificatie                                         |
| 20                                                      | 17 Nov 2015                                             | Colombia – Argentinië                                   | 0–1                                                     | WK-kwalificatie                                         |
| 21                                                      | 24 Mar 2016                                             | Chili – Argentinië                                      | 1–2                                                     | WK-kwalificatie                                         |
| 22                                                      | 29 Mar 2016                                             | Argentinië – Bolivia                                    | 2–0                                                     | WK-kwalificatie                                         |
| 23                                                      | 27 May 2016                                             | Argentinië – Honduras                                   | 1–0                                                     | Vriendschappelijk                                       |
| 24                                                      | 06 Jun 2016                                             | Argentinië – Chili                                      | 2–1                                                     | Copa América                                            |
| 25                                                      | 10 Jun 2016                                             | Argentinië – Panama                                     | 5–0                                                     | Copa América                                            |
| 26                                                      | 14 Jun 2016                                             | Bolivia – Argentinië                                    | 0–3                                                     | Copa América                                            |
| 27                                                      | 18 Jun 2016                                             | Argentinië – Venezuela                                  | 4–1                                                     | Copa América                                            |
| 28                                                      | 21 Jun 2016                                             | Verenigde Staten – Argentinië                           | 0–4                                                     | Copa América                                            |
| 29                                                      | 26 Jun 2016                                             | Argentinië – Chili                                      | 0–0                                                     | Copa América                                            |

### Atlanta United
Na zijn vertrek uit Argentinië werd Martino op 27 september 2016 aangesteld als hoofdtrainer van Atlanta United. Op 23 oktober 2018 kondigde Martino aan dat hij zijn contract, vanwege persoonlijke redenen, bij Atlanta United niet zou verlengen na afloop van het MLS-seizoen van 2018. Atlanta United versloeg de Portland Timbers in de MLS Cup, wat de club de eerste landstitel opleverde onder trainer Martino.

### Bondscoach Mexico
Op 7 januari 2019 werd Martino aangesteld als bondscoach van Mexico. Op 22 maart 2019 won Martino zijn eerste interland met Mexico door een 3–1 overwinning op Chili in een vriendschappelijke wedstrijd. Later in datzelfde jaar wonnen Martino en Mexico de CONCACAF Gold Cup door in de finale met 1–0 van de Verenigde Staten te winnen. In 2021 verloor Martino zowel de finale van de CONCACAF Nations League als de CONCACAF Gold Cup van de Verenigde Staten. Mexico kwalificeerde zich onder leiding van Martino voor het WK 2022 in Qatar. Na een gelijkspel tegen Polen (0–0), een nederlaag tegen Argentinië (2–0) en winst op Saoedi-Arabië (1–2) was Mexico met vier punten op basis van doelsaldo ten opzichte van Polen uitgeschakeld als derde in de poule. Het was voor het eerst sinds 1978 dat Mexico de groepsfase niet overleefde. Martino stapte hierna op bij de Mexicaanse bond.

## Erelijst
Als speler
 Newell's Old Boys
- Primera División: 1987/88, 1990/91, 1992 Clausura

Als trainer
 Libertad
- Primera División: 2002, 2003, 2006

 Cerro Porteño
- Primera División: 2004

 Newell's Old Boys
- Primera División: 2013 Final

 FC Barcelona
- Supercopa de España: 2013

 Atlanta United
- MLS Cup: 2018

 Inter Miami
- Leagues Cup: 2023

 Mexico
- CONCACAF Gold Cup: 2019

Individueel als trainer
- Zuid-Amerikaans Trainer van het Jaar (Entrenador del año en Sudamérica): 2007
- MLS All-Star: 2018
- MLS Coach of the Year: 2018

## Trivia
- Lionel Messi speelde in de jeugd van Newell's Old Boys toen Martino er in het eerste elftal speelde. De twee vonden elkaar later terug bij FC Barcelona en de Argentijnse nationale ploeg.
- In 2009 werd een tribune van het stadion van Newell's Old Boys naar Martino genoemd.